# Voie
Voiebyen es una zona residencial que se encuentra al sur en el municipio de Kristiansand. La administración se divide en varios circuitos básicos de la sección de Voie-Møvig. Voiebyen, Voie o también llamado a veces ciudad de Vågsbygd. Voie tiene su propia iglesia, la iglesia Voie de 1990, que se conoce como iglesia de trabajo. Voiebyen situado en el Vågsbygd.
Hay varias escuelas primarias y una secundaria en Voiebyen/Møvig: Voie skole, Torkelsmyra skole, Sjøstrand skole y Møvig skol (secundaria).